# Pèrdua de capacitat
La pèrdua de capacitat o l'esvaïment de capacitat, d'una bateria, és un fenomen observat en l'ús de la bateria recarregable on la quantitat de càrrega que una bateria pot oferir a la tensió nominal disminueix amb l'ús. Té molt a veure amb efecte memòria i la capacitat de recuperació (efecte de recuperació) 
L'any 2003 es va informar que el rang típic de pèrdua de capacitat de les bateries d'ió de liti després de 500 cicles de càrrega i descàrrega va variar del 12,4% al 24,1%, donant una pèrdua de capacitat mitjana per cicle de 0,025-0,048% per cicle.

## Factors d'estrès
L'esvaïment de la capacitat de les bateries d'ions de liti es produeix per una multitud de factors d'estrès, com ara la temperatura ambient, la taxa C de descàrrega i l'estat de càrrega (SOC).
La pèrdua de capacitat depèn molt de la temperatura, les taxes d'envelliment augmenten amb la disminució de la temperatura per sota dels 25 °C, mentre que per sobre de 25 l'envelliment s'accelera amb l'augment de la temperatura.
La pèrdua de capacitat és sensible a la taxa C i les taxes C més altes porten a una pèrdua de capacitat més ràpida per cicle. Els mecanismes químics de degradació en una bateria d'ions de liti dominen la pèrdua de capacitat a baixes taxes C, mentre que la degradació mecànica domina a altes taxes C.
S'informa que la degradació de la capacitat de la bateria de grafit/LiCoO2 es veu afectada pel SOC mitjà, així com pel canvi de SOC (ΔSOC) durant l'operació de ciclisme. Per als primers 500 cicles complets equivalents, es troba que el SOC té un efecte important en l'esvaïment de la capacitat de les cèl·lules en comparació amb el ΔSOC. Tanmateix, cap al final de la prova (600 ~ 800 cicles equivalents) ΔSOC es converteix en el principal factor que afecta la taxa de pèrdua de capacitat de les cèl·lules.